# Jǐn
Jǐn (廑) fue el 13.º rey de la Dinastía Xia de China. Su otro nombre es Yinjia. Probablemente gobernó durante aproximadamente 21 años. Su padre era Jiōng.
Según los Anales de bambú, él movió la capital al Río del Oeste. En el cuarto año de reinado, Jǐn, omitió su antigua ciudad natal e hizo la música de Sonido del Oeste. En el octavo año de su régimen, cuentan las fuentes que su reino se vio sometido a una sequía muy seria.
Uno de sus vasallos, apellidado Ji (己), el Abanico (o el Admirador), fue elegido como líder de Kunwu (昆吾). Al principio  fue asignado a la tierra de Wei (卫), pero movió su capital de Wei a Xu (许).